# Tehnica producției de filme
Tehnica cinematografică se caracterizează printr-o complexitate deosebită, reunind într-o formă specifică activități de mecanică, optică, chimie, electrotehnică, electronică și altele.
În procesul de producție a unui film, sunt folosite o serie de tehnici, tehnologii,  materiale  și utilaje necesare activităților enumerate mai sus. Datorită lor s-au realizat pelicula cinematografică, aparatul de filmat, traductoarele pentru înregistrarea și redarea sunetului, procesul de prelucrare a peliculei, studiorile cinematografice.
Mai jos sunt enumerate unele dintre aceste tehnici într-un limbaj pe înțelesul tuturor.

## Cameră obscură
Articol despre aparatele de fotografiat și aparatele de filmat

## Material fotografic
Articol despre pelicula cinematografică.

## Studio cinematografic
În câteva cuvinte despre ce reprezintă și ce este studioul cinematografic.

## Film color
Așa cum îi arată numele ce este de fapt un film color.

## Technicolor
Procedeu cinematografic de film color. Mai se cunoaște și sub denumirea de hidrotipie.

## Film sonor
Definiția filmului sonor și despre pista de sunet optică sau magnetică.

## Film alb-negru
Definiția filmului alb-negru și ce este el pentru cinematografie.

## Film mut
Ce este filmul mut ca expresie cinematografică.